# Canale ependimale

La struttura interna del midollo spinale

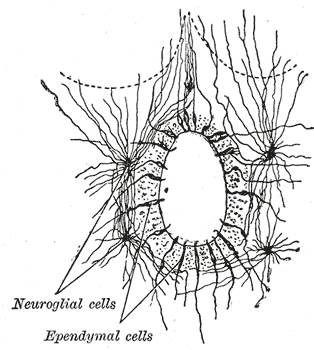
Istologia del canale ependimale

Il canale ependimale (o canale centrale) rappresenta il residuo del primitivo canale neurale e contiene una piccola quantità di liquido cefalorachidiano.
La parete del canale è rivestita dall'ependima.